# 2XKO
2XKO é um jogo de luta gratuito em desenvolvimento, criado e publicado pela Riot Games em colaboração com a Radiant Entertainment. O jogo apresenta personagens do universo de League of Legends e está previsto para ser lançado em 2025 para PlayStation 5, Windows e Xbox Series X/S.

## Jogabilidade
2XKO é um jogo de luta 2v2 no estilo tag-team, onde os jogadores selecionam dois personagens do universo de League of Legends. O jogo enfatiza a estratégia em equipe, permitindo aos jogadores alternar entre seus personagens Point (primário) e Assist (secundário) usando um sistema de troca de personagens, possibilitando combos dinâmicos e jogabilidade estratégica.
O jogo inclui movimentos como dash, jump e air dash para aumentar a mobilidade. O esquema de controle oferece ataques leves, médios e pesados, com cada personagem tendo movimentos normais e especiais únicos, que podem ser executados por combinações específicas de botões. Os movimentos especiais são realizados com uma combinação de entradas direcionais e botões de ataque.
O jogo também oferece diversas opções defensivas para melhorar a jogabilidade. Os jogadores podem bloquear ataques recebidos segurando o direcional. O Pushblocking é uma mecânica que permite empurrar o oponente para longe, criando espaço e interrompendo seu ataque. Jogadores habilidosos também podem se esquivar de ataques, anulando o dano e criando oportunidades para contra-ataques. Cada personagem possui habilidades e estilos de jogo distintos. Ahri é conhecida por sua mobilidade e capacidade de zoneamento, Darius é um lutador de médio alcance com ataques poderosos e brutais, e Ekko usa manipulação do tempo para movimentos difíceis e imprevisíveis. O sistema Fuse permite que os jogadores personalizem as sinergias e os estilos de jogo de suas duplas, aumentando a profundidade estratégica do jogo ao permitir que os jogadores adaptem a composição da equipe ao seu estilo preferido de jogo.
O jogo oferece vários modos, incluindo o Arcade Mode, onde os jogadores enfrentam uma série de oponentes controlados pela IA, o Versus Mode, que permite que jogadores se enfrentem localmente ou online, e o Training Mode, que oferece um espaço para os jogadores praticarem seus movimentos e combos.

## Desenvolvimento
Inicialmente anunciado como Project L, o jogo foi posteriormente renomeado para 2XKO. Ele está sendo desenvolvido pela Riot Games em colaboração com a Radiant Entertainment e está programado para ser lançado em 2025 para Microsoft Windows, PlayStation 5 e Xbox Series X/S.